# Bahnhof Praha-Vysočany
Der Bahnhof Praha-Vysočany ist ein Fernbahnhof im Nordosten der tschechischen Hauptstadt Prag. Er verknüpft im Eisenbahnknoten Prag die Strecken Lysá nad Labem–Praha und Praha–Turnov miteinander.

## Namen
- bis 1919: Wysočan[1]
- 1919–1939: Vysočany
- 1939–1941: Vysočany / Wissotschan
- 1941–1945: Praha-Vysočany / Prag-Wissotschan
- ab 1945: Praha-Vysočany

## Geschichte

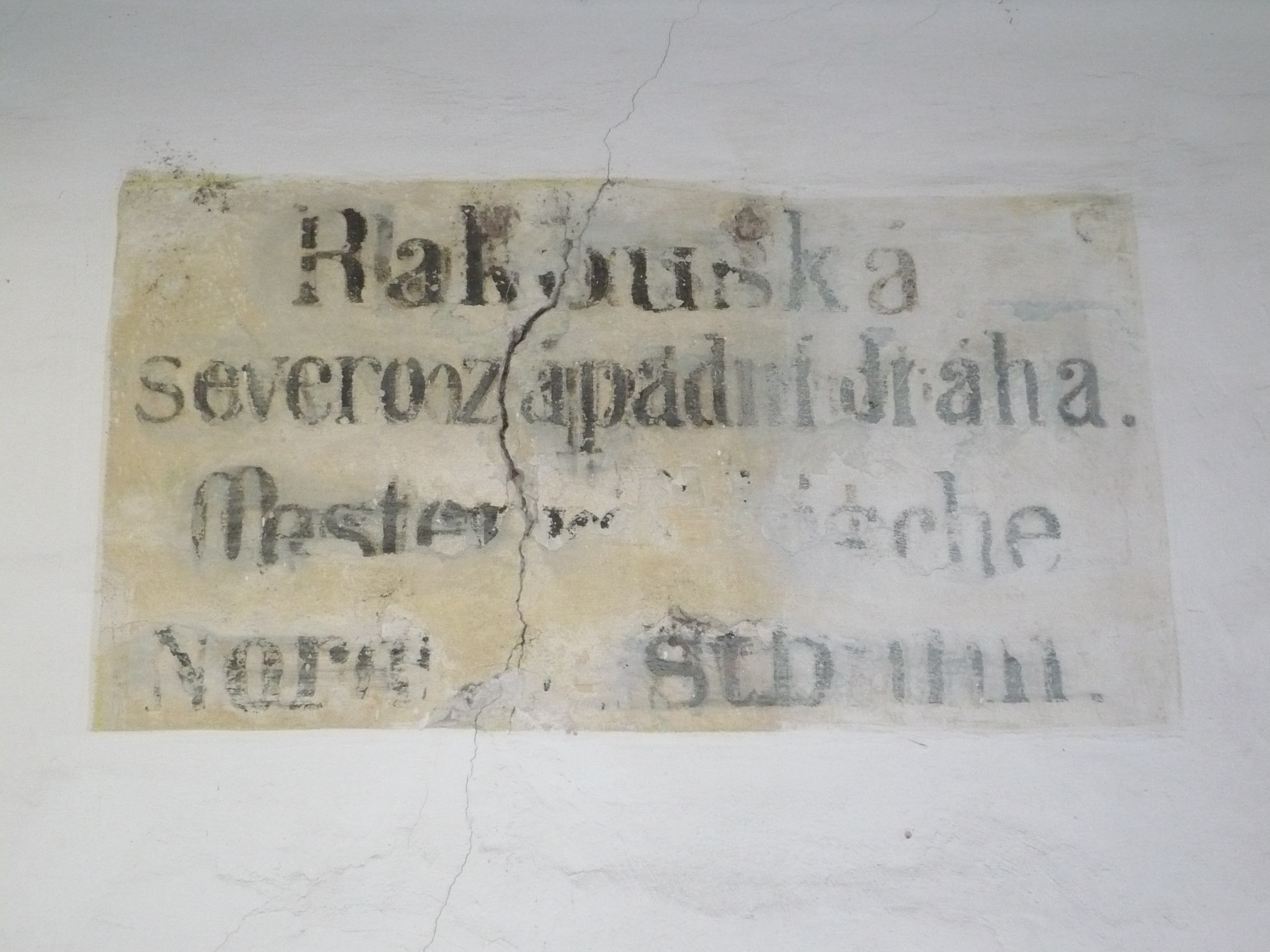
Während der k. u k.-Zeit waren in Böhmen zweisprachige Beschilderungen obligatorisch. Die restaurierte Aufschrift in der Bahnhofshalle verweist auf die Gleise der ÖNWB (2010)

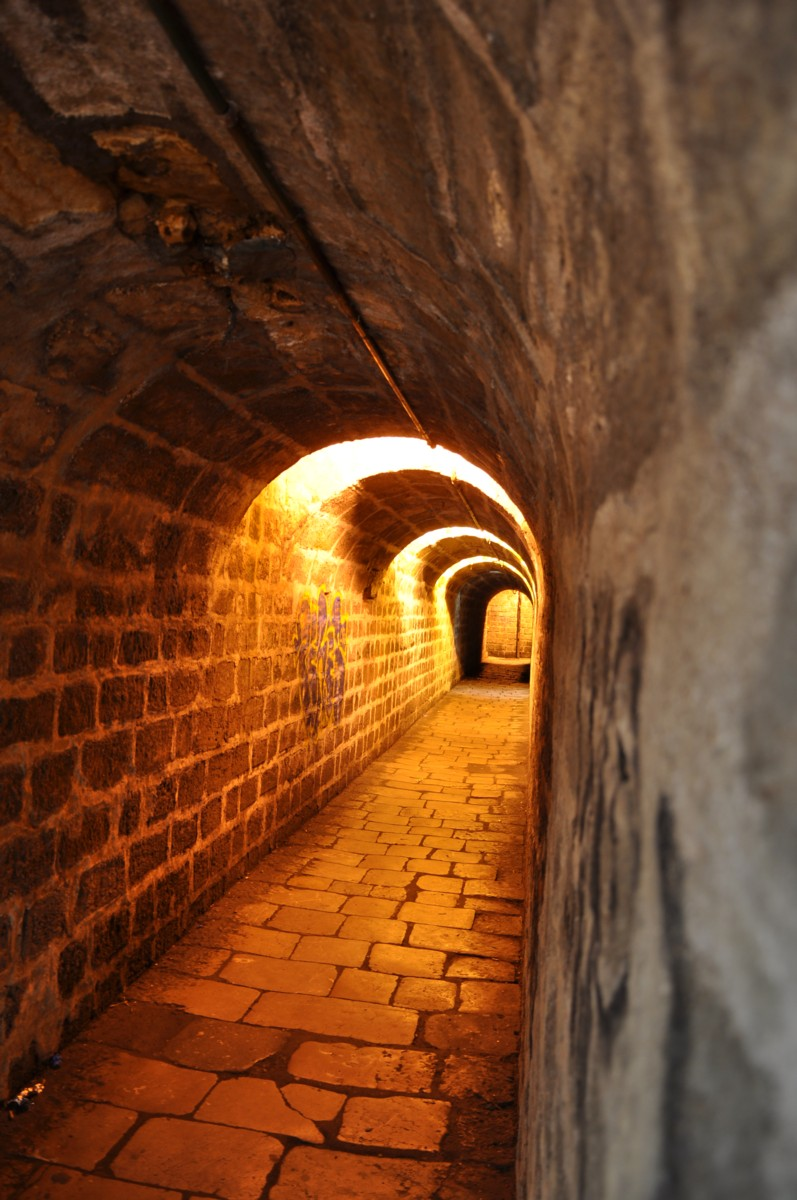
Personentunnel unter dem nördlichen Gleisfeld zur Straße U vinných sklepů (2010)

Der Bahnhof wurde von der k.k. privilegierte Turnau-Kralup-Prager Eisenbahn (TKPE) im Zuge des Baues der Strecke Neratovice–Prag in den Jahren 1868 bis 1871 errichtet. Am 28. Oktober 1871 ging die Strecke in Betrieb.
Am 25. Juni 1870 erhielt die k.k. privilegierte Österreichische Nordwestbahn die Konzession für eine Strecke von Lissa (Lysa nad Labem) nach Prag. Aus Kostengründen trassierte man die Strecke zwischen dem späteren Abzweig Skalka und dem Bahnhof Wysočan parallel zur schon vorhandenen Strecke der TKPE. Der Bahnhof Wysočan wurde südlich des Bahnhofsgebäudes um die Gleise der ÖNWB erweitert. Am 4. Oktober 1873 wurde die Strecke eröffnet.
Am 1. Januar 1883 ging die TKPE in der Böhmischen Nordbahn (BNB) auf.
Am 1. Januar 1908 wurden sowohl die ÖNWB als auch die BNB verstaatlicht. Eigentümer und Betreiber des Bahnhofes waren jetzt die k.k. Staatsbahnen (kkStB). Nach der Gründung der Tschechoslowakei infolge des Ersten Weltkrieges traten an deren Stelle die Tschechoslowakischen Staatsbahnen (ČSD).
Im Zuge der Elektrifizierung des Prager Knotens in den 1920er Jahren wurde auch die ehemalige TKPE-Seite des Bahnhofes elektrifiziert. Der elektrische Zugbetrieb begann am 27. April 1928.
Am 1. Juli 1972 stellten die ČSD den Personenverkehr zwischen Praha-Vysočany und dem Kopfbahnhof Praha-Těšnov ein. Am 3. Juni 1984 wurde die Strecke nach Praha-Těšnov endgültig stillgelegt und wenig später abgebaut.
Seit dem 1. Januar 2003 gehört der Bahnhof zum Netz des neu gegründeten staatlichen Eisenbahninfrastrukturunternehmens Správa železniční dopravní cesty (SŽDC).
Im Rahmen des Streckenausbaues zwischen Mstětice und Praha-Vysočany wird der Bahnhof Praha-Vysočany von März 2019 bis Mai 2023 vollständig erneuert. Vorgesehen ist der Neubau von drei Bahnsteigen mit Überdachung, die mit Aufzügen und Rolltreppen barrierefrei erreichbar sein sollen, der Neubau einer Bahnsteigunterführung und der Neubau des Stationsgebäudes. Die Bahnsteige erhalten dabei eine einheitliche Höhe von 550 mm über Schienenoberkante.
Im April 2021 wurde das alte Stationsgebäude abgerissen.

## Lage und Umgebung
Der Bahnhof Praha-Vysočany liegt im Stadtteil Vysočany im 9. Bezirk. Der Haupteingang zum Bahnhof befindet sich an der Straße Paříková (Nummer 100/13), einen weiteren Zugang durch einen Personentunnel gibt es von der Straße U vinných sklepů. Die nächste Metrostation befindet sich mit der Haltestelle Vysočanská etwa 200 Meter in südöstlicher Richtung entfernt. Dort gibt es auch eine Übergangsmöglichkeit zur Straßenbahn und den Stadtbussen.

## Bahnhofsbeschreibung

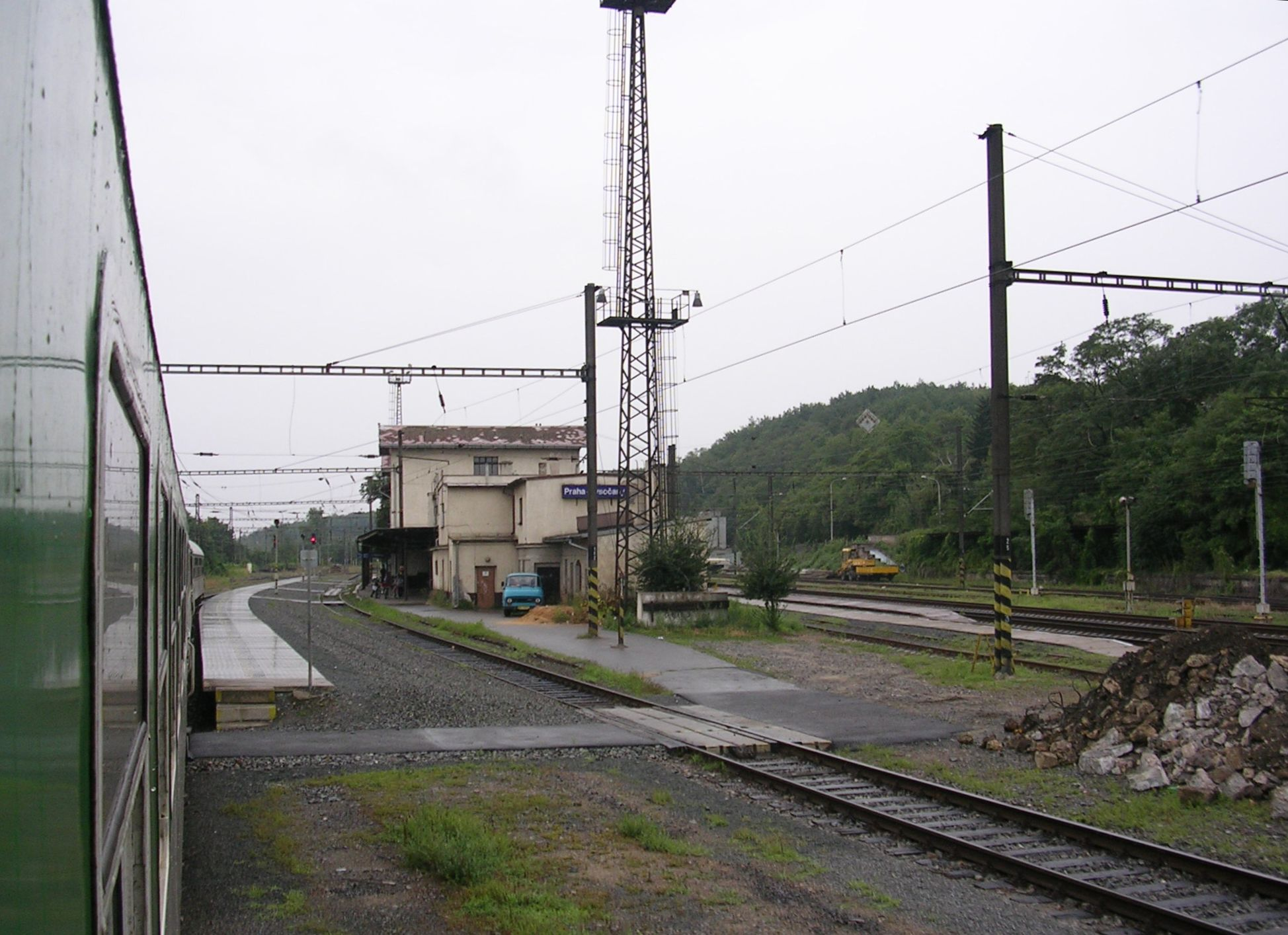
Blick aus Richtung Osten: Links die ehemaligen ÖNWB-Gleise, rechts die umfangreicheren der ehemaligen TKPE bzw. BNB (2006)

Der Bahnhof Praha-Vysočany ist ein Inselbahnhof in Ost-West-Ausrichtung. Nördlich des Stationsgebäudes befinden sich die Gleise der Strecke Praha hl. n.–Turnov (ehem. TKPE), südlich die der Strecke Lysá nad Labem–Praha-Vysočany (–Praha-Těšnov) (ehem. ÖNWB). Mehrere Gleisverbindungen verknüpfen beide Gleisfelder. Sie entsprechen auch im Jahr 2010 noch weitgehend dem Ursprungszustand.
Die Reisenden gelangen zum Stationsgebäude nur über einen der beiden Personentunnel. Die heute für öffentliche Gebäude geforderte Barrierefreiheit in Form von Aufzügen oder Rolltreppen ist nicht gegeben. Die Zugänge zu den Gleisen vom Stationsgebäude sind niveaugleich.
Die Güterverkehrsanlagen befinden sich nördlich an der ehemaligen TKPE-Seite. Es existiert eine Freiladestraße und ein Güterschuppen.